# Faro San Francisco de Paula
El Faro San Francisco de Paula es un faro no habitado de la Armada Argentina que se encuentra en la ubicación 49°44′00″S 67°43′00″O / -49.73333, -67.71667, se encuentra entre los puertos de Santa Cruz y San Julián, encontrándose aproximadamente a 70 km al sur de este último, en el Departamento Corpen Aike, en la Provincia de Santa Cruz, Argentina.
El faro consta de una torre prismática construida en hierro que posee una altura de 8,5 metros y está pintada de negro. Su fuente de alimentación es el gas acetileno, lo que le permite un alcance luminoso de 13,7 millas. El faro fue librado al servicio el 15 de abril de 1917.
El nombre del faro proviene del cabo sobre el que se asienta. A su vez el cabo fue denominado en honor al bergantín San Francisco de Paula, con el cual el teniente de fragata Manuel Pando realizó sus viajes a la Patagonia en 1768. El nombre del bergantín proviene del santo de la iglesia católica San Francisco de Paula, un eremita, fundador de la Orden de los Mínimos y santo de la Iglesia Católica de la región sureña de Calabria en Italia que vivió entre los años 1416 y 1507.